# دیمیتری دوگین
دیمیتری دوگین (انگلیسی: Dmitri Dugin؛ زادهٔ ۲۹ اوت ۱۹۶۸) بازیکن واترپلو اهل روسیه است.
وی همچنین برندهٔ جوایزی همچون نشان دوستی شده‌است.